# 堀麻蝇属
堀麻蝇属（学名：Horiisca）为麻蝇科的一个属。

## 下属物种
本属包括以下物种：
- 鹿角堀麻蝇 Horiisca hozawai (Hori, 1954)